# Elektronika MS 0511
 (juin 2017).
Si vous disposez d'ouvrages ou d'articles de référence ou si vous connaissez des sites web de qualité traitant du thème abordé ici, merci de compléter l'article en donnant les références utiles à sa vérifiabilité et en les liant à la section « Notes et références ».
L'Elektronika MS 0511 (russe : Электроника МС 0511) ou UKNC (russe : УК-НЦ) est un micro-ordinateur personnel créé par la société soviétique Elektronika et sorti en 1987.
Il est équipé de deux microprocesseurs 16 bits KM1801VM2, le principal à 8 MHz et le second, périphérique, à 4 MHz dans la première série puis à 6 MHz 
Il est également constitué de :
- 64 Kio de mémoire vive dédiée au processeur principal ;
- 32 Kio de  mémoire vive dédiée au processeurs périphérique ;
- 32 Kio de mémoire morte ;
- 96 Kio de mémoire vidéo, constitué de trois plan de bits (comparable à l'Amiga) de 32 Kio, chaque pixel est constitué de 3 bits, dont chacun des bits sont répartis sur les différents plans.